# Condado de Yazoo
O Condado de Yazoo é um dos 82 condados do estado norte-americano do Mississippi. A sede de condado é Yazoo City que é também a sua maior cidade.
O condado tem uma área de 2419 km² (dos quais 39 km² estão cobertos por água), uma população de 28 149 habitantes, e uma densidade populacional de 12 hab/km² (segundo o censo nacional de 2000). O condado foi fundado em 1823 e recebeu o seu nome a partir do rio Yazoo.

## História
O condado passou por diversos acidentes envolvendo gasoduto de dióxido de carbono da empresa Denbury Resources, que são utilizados para extração de petróleo em poços que já foram explorados.
Em 2011, a vila de Tinsley passou por um vazamento de CO2 que deixou um trabalhador doente e matou veados, peixes, aves e outros animais.

Em fevereiro de 2020, um gasoduto se rompeu a menos de 800 metros de distância de Satartia. Moradores reclamaram de odores nauseantes e um gás verde. Algumas pessoas desmaiaram, e carros pararam de funcionar, já que precisam de oxigênio para a combustão. Os serviços de emergência evacuaram 42 residentes de Satartia, e mais 250 pessoas que moravam nas proximidades. 49 pessoas foram hospitalizadas por envenenamento por dióxido de carbono. Os funcionários do hospital e do resgate não possuíam treinamento específico a respeito de vazamento de CO2. Em 2022, uma subsidiária do Departamento de Transportes dos Estados Unidos recomendou a pena de $3.866.734 contra a Denbury Resources.